# 言興朋
言興朋（1953年—），本名言一青，京劇表演藝術家，工老生，言派第三代傳人，兼習余派、馬派。言少朋、張少樓之子，言菊朋之孫，言慧珠之侄。

## 生平
1953年生於上海，原名言一青，從小耳濡目染，六歲就能唱《上天台》，九歲拜武生周雲亮為師，開始正式學習京劇。文革期間，因為父母和黑五類有關，只能在當農民的期間偷偷吊嗓練功。1970年考上浙江省京劇團，但不能唱流派。
1978年重回上海，在一個大學實驗室工作，常到上海越劇院喊嗓練功，因而被越劇院重點栽培。但他不忘情言派京劇，以業餘京劇演員的身份，在上海市戲劇家協會辦的就劇流派交流演出中，演出言派名劇《臥龍弔孝》，獲得好評，並為上海京劇院延攬。此外，他也受到李仲林、李秋森、余派老生陳大濩等人指點。京劇導演馬科助他在新編劇《晴雯》中演出賈寶玉，該劇在1983年的上海戲劇節中獲獎。
1985年在上海京劇院建院三十周年慶典上，首演言派名劇《上天台》、《打金磚》全本，一舉成功，獲得囑目，之後隨團至各地巡迴演出。不久應邀至中南海演出，同年底在上海青年藝術節中，當選為青年藝術十佳第六名。隔年參加了在天津的南北言派會師演出、梅蘭芳紀念館開幕慶祝大典，和童芷苓合作《梅龍鎮》。1987年在第一屆全國京劇青年演員電視大選賽中獲得最佳表演鬚生第一名，1988年和尚長榮合作新編《曹操與楊修》，另演出電視京劇連續劇《曹雪芹》。
他曾多次至北京、天津與遲金聲、張雲溪、李慕良、馬錦良、馬崇仁、駱玉笙等前輩交遊，其中馬少波為他題了「言歸正傳」四個大字。後來，他將藝名改為言興朋，取中興言派之意。
1992年起，旅居美國從商並學習歌劇。
2010年在上海舉行「言歸正傳」——「言派」藝術傳承系列活動，並再次上演《曹操與楊修》。後來《曹操與楊修》拍為電影，言興朋和尚長榮因而獲得「京都國際電影節最受尊敬大獎」。

## 藝術風格
其音色挺拔、高亢、寬亮。繼承了言派的「陽春白雪」，發音吐字、行腔潤色均非常細膩，典雅、委婉又不失俏奇。兼具言菊朋早年的陽剛和晚年的柔婉。

## 獎項
- 1985年，上海青年藝術節，青年藝術十佳第六名。
- 1987年，全國青年京劇演員電視大選賽，最佳表演鬚生第一名
- 1990年，第七屆中國戲劇梅花獎
- 中國戲曲學會金盾獎
- 首屆上海白玉蘭戲劇表演藝術獎
- 亞洲最佳傑出藝人獎
- 全國優秀戲曲電視劇一等獎
- 全國優秀戲曲電視演員一等獎
- 亞洲最佳傑出藝人金獎[6]
- 2018年，京都國際電影節最受尊敬大獎

## 作品

### 傳統戲
- 《上天台》
- 《打金磚》
- 《臥龍弔孝》
- 《曹操與楊修》

### 新編戲
- 《晴雯》
- 《曹操與楊修》
- 《秀色江山》，國光劇團[7]

### 電視劇
- 《曹雪芹》

### 電影
- 《姑娘今年二十八》，1984
- 《曹操與楊修》，2018

## 家庭
祖父言菊朋為言派創始人、四大鬚生之一；父親言少朋、母親張少樓，姑姑言慧珠皆是京劇名角。

## 外部連結
- YouTube上的《曹操與楊修》片段，言興朋主演，CCTV